# レッドサラマンダー (無限軌道災害対応車)
レッドサラマンダー (Red Salamander) は、 通常の消防車両では走行が困難な場所で活動を行う関節連結型車両（Articulated Tracked Vehicle）。製造はシンガポールのSTエンジニアリングの子会社で軍需関連企業のSTキネティックス。
名称は赤い塗装と、両生類の「サンショウウオ」を意味する英語「salamander」に由来する。

## 概要
レッドサラマンダーは軍用全地形対応車のブロンコATTCを民間向けにした「ExtremV」である。日本では、消防車両最大手のモリタ（兵庫県三田市）が販売代理店を担っており、日本の国内法に合わせて小改修を行っている。
主に豪雨災害などを想定しと特殊車両である。
東日本大震災の教訓から、あらゆる災害現場での人員・物資搬送や救助救援活動可能とし、災害対応力を向上させる目的で、2013年に総務省消防庁が導入し、日本の中央かつ災害被害を受けにくい場所であるとして愛知県岡崎市に配備された(岡崎市消防本部)。2021年、同様の機能を有する「レッド・ヒッポ」が大阪市消防局に配備された。

## 特徴
車両は運転席がある前の車両と、救助した人や機材を乗せる後ろの車両が連結されている。全長8.2 m、全幅2.2 m、高さ2.6 m、重量約12 t、最大積載量は4400 kg、車両の前部4人後部6人の合計10人が搭乗可能である。
屈折式の連結キャビン構造により不整地や障害物に対する車体との接地面を大幅に増やし、通常の無限軌道車両に比べ格段に高い走破性能を有する。さらに、前後キャビンの押し引きにより溝やくぼみを乗り越えることができる。段差は最大60cm、溝の場合最大200cmを乗り越え、水深1.2mの浅瀬も走行可能である。
また、前後別系統の油圧モーターで駆動する、幅広く長いクローラーを備えることで、接地圧の低減も図り、足回りが沈み込まないように設計されている。これらの特徴により、瓦礫やぬかるみ、坂路などの難所での救助活動で威力を発揮する。

## 運用

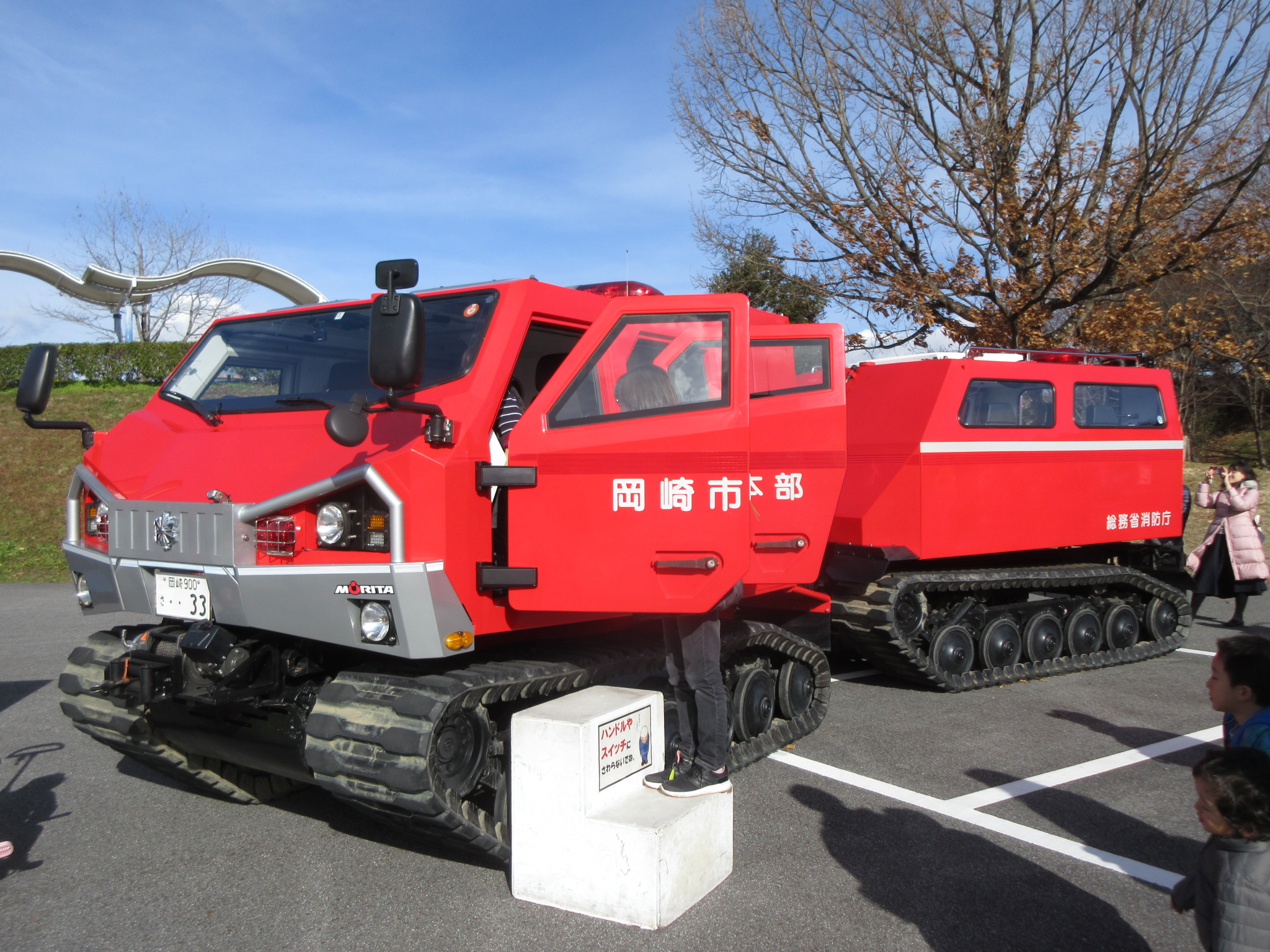
岡崎市消防本部保有の全地形対応車両（レッドサラマンダー）

2013年に岡崎市消防本部に配備されて以降、現在までに4回災害現場で活動を行っている。2017年6月の初出動事態までの約4年一度も出動実績は無かったため、「宝の持ち腐れ」と揶揄されていたが、2023年6月の豪雨の際に活躍した。
- 2017年7月、大分県の豪雨被害（九州北部豪雨）に出動

初投入されるも、活動は悪路での被災者の搬送等に留まる。
- 2018年7月、岡山県の豪雨被害（西日本豪雨）に出動

冠水した状況で活動できず、 現場の状況確認や隊員輸送等に留まる。
- 2023年6月、愛知県の豪雨被害（令和5年台風第2号）に出動

岡崎市乙川沿いの冠水した道路で、立ち往生した車両から男性を救助。
- 2024年1月、石川県の地震被害（令和6年能登半島地震）に出動